# Samyj lutjsjij film
Samyj lutjsjij film (russisk: Самый лучший фильм) er en russisk spillefilm fra 2008 af Kirill Kuzin.

## Medvirkende
- Garic Kharlamov — Vadik
- Mikhail Galustjan — Polkilo
- Jelena Velikanova — Nastja
- Armen Dzhigarkhanyan
- Pavel Volja — Tima Milan